# شون ويلر
شون ويلر (بالإنجليزية: Shawn Weller)‏ هو لاعب هوكي الجليد أمريكي، ولد في 8 يوليو 1986 في غلينز فولز في الولايات المتحدة.

## وصلات خارجية
- شون ويلر على موقع دوري الهوكي الوطني (الإنجليزية)
- شون ويلر على موقع EliteProspects.com (الإنجليزية)
- شون ويلر على موقع HockeyDB.com (الإنجليزية)